# 부두2

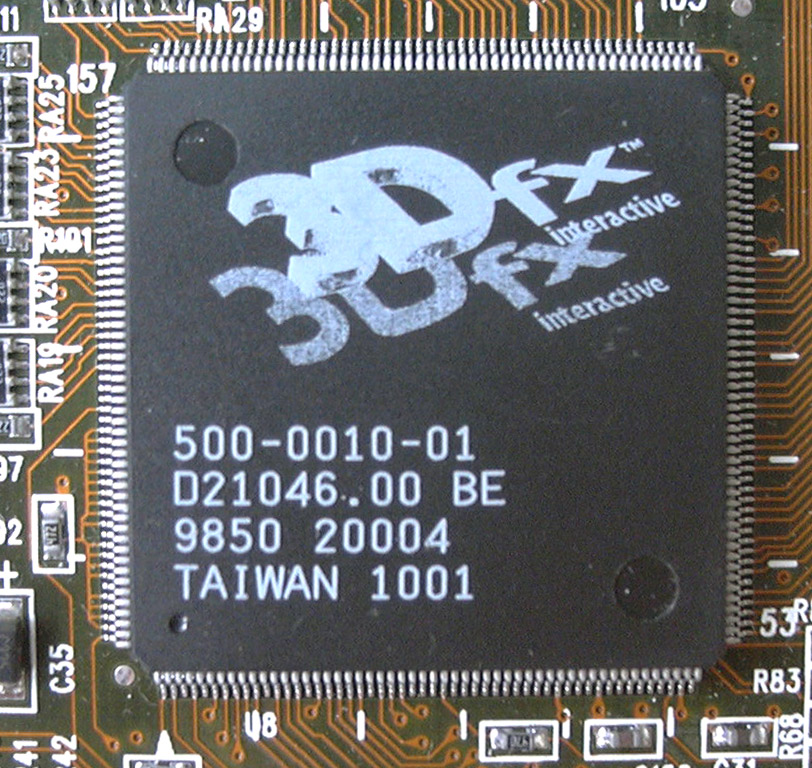
부두2 칩

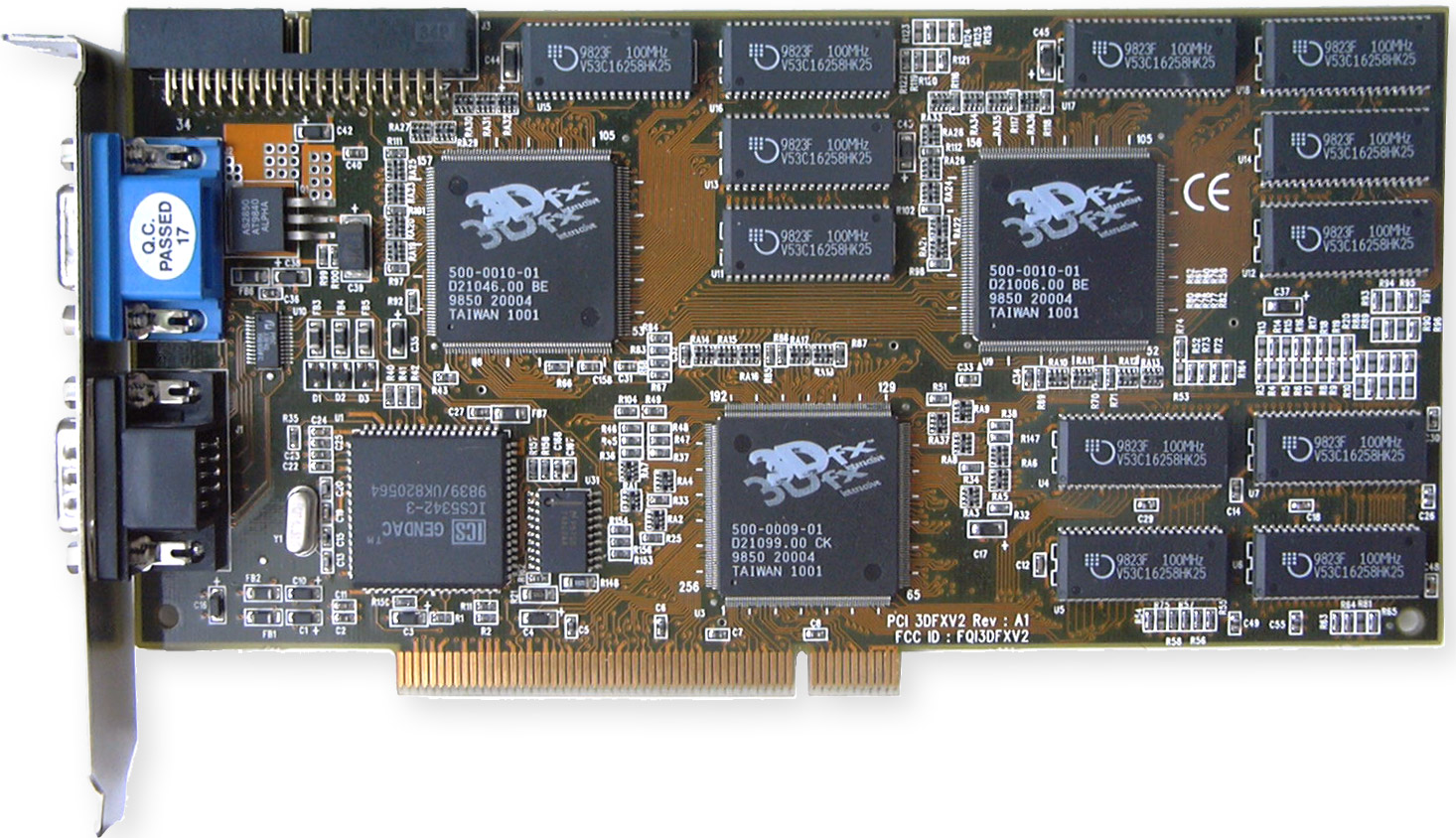
부두2 그래픽 카드

부두2(Voodoo2)는 3dfx에서 제작한 단일 칩셋 설정에 3개의 특수 3D 그래픽 칩 세트이다. 1998년 2월에 원래 부두 그래픽스 칩셋을 대체하여 출시되었다. 이 카드는 90MHz의 칩셋 클록 속도로 실행되고 100MHz EDO DRAM을 사용하며 PCI 인터페이스에 사용할 수 있다. 부두2는 8MB RAM과 12MB RAM의 두 가지 모델로 제공된다. 8MB 카드에는 TMU(텍스처 매핑 유닛)당 2MB의 메모리가 있지만 12MB 모델에는 4MB가 있다. 두 카드 모두의 4MB 프레임 버퍼는 800 × 600의 최대 화면 해상도를 지원하는 반면, 12MB 카드의 증가된 텍스처 메모리는 더 자세한 텍스처를 허용한다. 8MB의 일부 보드는 추가 도터 보드를 통해 12MB로 업그레이드할 수 있다.
카드에 있는 세 개의 칩 각각에는 자체 64비트 RAM 인터페이스가 있어 카드에 칩당 192비트 또는 800MB/s의 버스 폭을 제공한다. 부두2는 원래의 2칩 부두 카드에 비해 칩 수가 증가했다. ATI 레이지 프로, 엔비디아 리바 128 및 Rendition Verite 2x00과 같은 경쟁 제품은 각각 2D GUI/VGA 가속기가 통합된 단일 칩 제품이다. 원래 부두와 마찬가지로 부두2는 전용 3D 가속기이므로 기존 2D 그래픽 카드와 함께 사용해야 한다. 2D 카드에서 부두 카드의 통과 VGA 포트에 연결된 외부 통과 VGA 케이블이 필요하다.
부두2의 세 번째 칩은 동일한 그래픽 엔진 패스 중에 두 번째 텍스처를 그릴 수 있도록 하여 성능 저하 없이 두 번째 TMU였다. 출시 당시 부두2는 단일 주기 이중 텍스처링이 가능한 유일한 3D 카드였다. 부두2의 두 번째 TMU 사용은 응용 소프트웨어에 따라 다르다. 퀘이크 2와 언리얼은 이중 텍스처링을 활용하여 큰 효과를 냈다. 둘 이상의 텍스처 레이어를 사용하지 않은 게임에서 부두2는 더 높은 클럭 속도로 인해 부두1보다 더 빠르다.
부두2는 PC 시장에 SLI(스케일러블 링크 인터페이스) 기능을 도입했다. SLI 모드에서는 PC에 설치된 두 개의 부두2 보드가 병렬로 실행되며 각 장치는 디스플레이 라인의 절반을 그린다. 부두2 SLI는 렌더링 처리량을 두 배로 늘릴 뿐만 아니라 총 프레임 버퍼 메모리도 늘리므로 지원되는 최대 화면 해상도는 (당시에는) 1024 × 768이라는 인상적인 수준으로 증가했다. 그러나 텍스처 메모리는 두 배로 늘지 않는다. 장면 데이터를 복제하려면 카드가 필요하다. 원래 부두 그래픽스에도 SLI 기능이 있지만 아케이드 및 전문 시장에서만 사용된다.
1998년 후반에 3dfx는 회사의 주력 제품인 부두2를 효과적으로 대체하는 부두3를 출시했다. 기본 모델 부두3 2000은 일부 상황에서 단일 카드로 부두2 SLI + 2D 카드보다 약간 더 뛰어난 성능을 제공한다. 3000 및 3500 모델은 특정 환경에서 부두2 SLI를 능가하는 성능을 제공한다. 동시에 3dfx는 2D 가속기와 오버클럭되었지만 불완전한 부두2를 결합한 2D/3D 조합 카드인 저렴한 가격의 부두 밴시(Voodoo Banshee)를 출시했으며 텍스처 유닛 중 하나가 누락되었다.
부두2 SLI 설정은 엔비디아의 RIVA TNT2, 매트록스의 밀레니엄 G400, 심지어 NVIDIA의 지포스 256과 같은 최신 카드와 경쟁적이었기 때문에 많은 컴퓨터 시스템에서 매우 오랫동안 사용되었다. 3dfx의 글라이드 API는 일부 게임이 여전히 Direct3D나 OpenGL보다 글라이드에 더 적합하다. 칩셋이 노후화되고 한참 후에 일부 헌신적인 매니아들은 나중에 부두2로 작업하는 게임(예: 둠 3)을 얻었다.